# アンダース・アントンセン
アンダース・アントンセン（デンマーク語: Anders Antonsen, 1997年4月27日 - 発音としては"アナース"が近い ）は、デンマーク・オーフス出身の男子バドミントン選手。

## 経歴
2015年にはヨーロッパジュニアバドミントン選手権の男子シングルスで優勝し、同年にはヨーロッパ年間最優秀ジュニア選手に選ばれた。デンマーク代表としても活動しており、2016年と2018年にはヨーロッパ男子団体選手権で優勝し、2017年と2019年にはヨーロッパ混合団体選手権で優勝した。2017年にはヨーロッパバドミントン選手権大会の男子シングルスで準優勝した。2019年にはロシアのミンスクで開催されたヨーロッパ競技大会の男子シングルスで優勝した。2019年には世界バドミントン選手権大会の男子シングルスに出場し、決勝で桃田賢斗に敗れたが準優勝した。